# ورشن
ورچین (به فرانسوی: Verchin) یک کمون در فرانسه است که در پا-دو-کاله واقع شده‌است.

## خصوصیات
ورچین ۱۰٫۶۸ کیلومترمربع مساحت و ۱۹۴ نفر جمعیت دارد و ۱۰۲ متر بالاتر از سطح دریا واقع شده‌است.